# تسورای (داغستان)
تسورای (به لاتین: Tsurai) یک منطقهٔ مسکونی در روسیه است که در شهرستان داخادایفسکی واقع شده‌است.